# Fa Ngum
Re Fa Ngum, in lingua lao: ຝ້າງູ່ມ, trasl. Faà Ngùum, il cui titolo ufficiale fu Somdetch Brhat-Anya Fa Ladhuraniya Sri Sadhana Kanayudha Maharaja Brhat Rajadharana Sri Chudhana Negara (Mueang Sua, 1316 – Nan, tra il 1373 e il 1393), è stato un sovrano laotiano.
È considerato un eroe nazionale per essere stato il fondatore del Regno di Lan Xang, che per lungo tempo avrebbe dominato il medio bacino del Mekong, nel nord dell'Indocina. Fu il primo Stato unificato della nazione lao, fino ad allora divisa in diverse municipalità chiamate mueang (in lingua lao: ເມືອງ), che gravitavano nell'orbita dei potenti Stati vicini.
Le cronache che lo menzionano provengono dagli antichi annali di Lan Xang, di Lanna, di Ayutthaya e di Birmania, che differiscono tra loro. Gli annali di Lan Xang furono tradotti in altre lingue ed interpretati in diversi modi, dando luogo a controversie sull'attendibilità dei riferimenti storici. La principale tra le critiche che determinarono il cambiamento del testo originale, fu dettata dalla convinzione che molti degli avvenimenti storici fossero stati omessi o distorti nell'edizione originale a maggior gloria del regno. Gli avvenimenti e le date relative alla vita di Fa Ngum non sono quindi pienamente attendibili.

## Formazione delle municipalità tai
Le migrazioni dalla Cina meridionale al nord dell'Indocina da parte dei popoli tai erano iniziate nella seconda metà del I millennio d.C. e si erano accentuate dopo la caduta nel 1253 del Regno di Dali per mano dei mongoli di Kublai Khan. Nel sudest asiatico i tai si erano suddivisi in diversi sottogruppi etnici, tra cui i più importanti furono quello dei siamesi, che nel 1238 avevano costituito il Regno di Sukhothai nell'odierna Thailandia Centrale, e quello dei tai yuan, che si erano insediati nell'odierna Thailandia del Nord, dove nel 1292 avevano formato il Regno Lanna. Il gruppo dei lao si era stanziato nelle pianure del medio Mekong e nelle zone circostanti, prendendo il sopravvento nelle municipalità preesistenti formando dei principati che furono unificati da Fa Ngum.

## Biografia

### Infanzia e gioventù
Il principe (Chao) Fa Ngum nacque nel 1316 nel Regno di Mueang Sua, l'odierna Luang Prabang, una potente città-stato (mueang) chiamata anche Xieng Dong Xieng Thong che aveva esteso la sua influenza su ampi territori della valle del Mekong. Era figlio del principe Chao Phi Fa, a sua volta figlio di Suvanna Khamphong, re di Mueang Sua.
Secondo una leggenda laotiana nacque con 33 denti; i consiglieri del re ritennero che l'insolito fatto fosse un nefasto presagio per il futuro del regno e spinsero il sovrano ad allontanarlo. Fu posto in una grande zattera sul Mekong assieme a diversi cortigiani e servitori e lasciato andare al suo destino verso sud. Dopo un anno di navigazione la zattera fu avvistata dal monaco Phra Maha Pasman che, informato sull'identità del principe, lo recuperò e lo prese sotto la sua tutela. Quando Fa Ngum ebbe sei o sette anni, il monaco lo portò alla capitale del decadente Impero Khmer Angkor Luang, l'odierna Angkor Thom, dove sarebbe rimasto per molti anni sotto la protezione dell'imperatore Lampong Reachea.
Crebbe a corte e si rivelò uno studente intelligente e diligente, tanto che il re gli concesse la mano della figlia Keo Keng Kanya, anche al fine di cementare un'alleanza con i laotiani. L'Impero Khmer nei decenni precedenti aveva perso molti dei suoi territori occidentali per l'espansione del regno siamese di Sukhothai, che si era spinto ad est fino a sottomettere i principati khmer di Korat e Roi Et. Le intenzioni di Lampong Reachea erano quelle di far diventare Fa Ngum un potente sovrano ed un alleato per contrastare l'espansione siamese. La principessa era una fervente religiosa e Fa Ngum si convertì al Buddhismo Theravada, che da qualche tempo aveva soppiantato l'Induismo come religione di Stato presso i khmer.
Nel frattempo, a Mueang Sua fu scoperta una relazione tra il padre di Fa Ngum e una delle mogli del re Suvanna Khamphong, che decretò l'esilio del figlio. Quando il sovrano morì, Chao Phi Fa tornò a Mueang Sua e ascese al trono con il nome regale Khun Phi Fa. Alla sua morte, avvenuta nel 1343, l'aristocrazia nominò re Khamhiao, fratello minore di Phi Fa e zio di Fa Ngum.

### Fondazione del Regno di Lan Xang
Nel 1349, l'imperatore fornì a Fa Ngum un esercito di 10.000 uomini, alla testa dei quali marciò verso nord per imporre i suoi diritti sul trono di Mueang Sua. La prima conquista fu quella del principato di Pak Kop, probabilmente nell'attuale provincia di Ubon Ratchathani. Risalì poi lungo la valle del Mekong e sottomise l'antico principato di Kabong, l'attuale Thakhek, deviando poi nelle valli circostanti per impossessarsi delle varie municipalità satelliti della stessa Kabong. Riprese la marcia verso nord conquistando prima la mueang di Vieng e poi l'antica Nam Hung, situata nell'odierna provincia di Bueng Kan. Sconfisse tutti i regnanti di queste città-stato e al loro posto nominò altri principi, che incaricò di rifornirlo con nuove truppe, elefanti, oro ed altri generi pregiati o di necessità.
Si inoltrò quindi nelle valli montane orientali della catena Annamita arrivando nei territori di Mueang Phuan, l'antico regno della Piana delle Giare nell'odierna Provincia di Xiangkhoang, dove strinse un'importante alleanza col sovrano locale che fece atto di sottomissione senza combattere. Si spinse poi con l'esercito rinforzato dalle truppe di Mueang Phuan nel territorio del Regno Dai Viet, che controllava l'attuale Vietnam centro-settentrionale, dove occupò tre città montane. Il sovrano di Dai Viet inviò dei diplomatici con cui Fa Ngum stabilì nuovi confini. Si spostò quindi a nord-ovest dove sottomise tutte le municipalità montane dei confini settentrionali di Mueang Sua.
Cominciò la marcia di avvicinamento alla capitale scendendo dalla valle del Nam U ed accampandosi nel punto in cui l'U sfocia nel Mekong, a pochi chilometri da Mueang Sua. Qui sconfisse per tre volte le armate inviategli contro dallo zio Khamhiao, che vistosi perduto si suicidò. Entrò vittorioso a Mueang Sua nel 1353, dove l'aristocrazia di corte lo nominò re con il titolo di Phragna Fa La Tholany Sri Sattana Khanahut, con cui si proclamò discendente di Khun Lo, il primo re di etnia lao e di Khun Borom, il leggendario progenitore delle stirpi tai. Subito dopo l'investitura, assegnò ai suoi più fidati compagni d'arme le cariche più alte del regno, creando una nuova aristocrazia che mise in secondo piano quella di Khamhiao.
Secondo un'altra leggenda, Fa Ngum fu esiliato da bambino insieme al padre Phi Fa, dopo che il nonno re Suvanna Khamphong aveva scoperto la relazione tra una delle sue concubine e Phi Fa. Giunsero alla corte khmer ad Angkor, dove Fa Ngum crebbe e sposò una principessa locale. Attorno al 1350 Fa Ngum e il padre radunarono un esercito e insieme intrapresero la marcia con cui furono conquistate le mueang laotiane, durante la quale Phi Fa morì in battaglia e Fa Ngum proseguì nell'impresa.
Secondo alcune fonti, nel 1353 (secondo altre nel 1369) le armate di Ramathibodi I, sovrano siamese del nuovo Regno di Ayutthaya che aveva ridimensionato Sukhothai, espugnarono Angkor. A seguito della vittoria, il Siam aveva reso i khmer dei vassalli e si era annesso territori nella parte occidentale dell'altopiano di Korat.
Nel 1354, al comando di 50.000 uomini, Fa Ngum conquistò Vieng Kham e Vientiane, le ultime municipalità laotiane nella valle del Mekong di cui non aveva il controllo. A giugno si fece incoronare a Vientiane monarca del nuovo Regno di Lan Xang, letteralmente il "Regno di un milione di elefanti", le portentose 'macchine da guerra' di quei tempi.
Oltre che dall'unificazione dei principati laotiani e dal vuoto di potere lasciato dal declino khmer, Fa Ngum trasse vantaggio anche dalla turbolenta situazione in cui si trovava il vicino impero cinese, la cui dinastia Yuan aveva da diversi anni dato segni di cedimento. Nello stesso periodo in cui si affermò Fa Ngum, la Cina dovette allentare il controllo sulla periferia dell'impero per affrontare diverse catastrofi naturali e dure rivolte interne. La più grave fu quella dei Turbanti Rossi, che iniziò attorno al 1352 e si sarebbe conclusa nel 1368 con il crollo degli Yuan e la presa del potere da parte della dinastia Ming.

### Organizzazione ed espansione del regno
Fa Ngum organizzò le municipalità conquistate facendone dei feudi, a capo dei quali pose dei prìncipi chiamati chao. I confini del regno, che era diventato uno dei più grandi dell'Indocina, si estendevano dalle frontiere meridionali dell'impero cinese fino all'odierna frontiera tra Cambogia e Laos, dalle creste della catena Annamita fino alla maggior parte dell'altopiano di Korat.
La capitale fu insediata a Mueang Sua ed il Buddhismo Theravada fu dichiarato religione di Stato. Fa Ngum nominò consigliere spirituale il suo insegnante religioso, il monaco Phra Maha Pasman che lo aveva accudito da bambino, che giunse a Muang Sua nel 1359 con una copia dei sacri testi Tripitaka. Il prelato aveva recato con sé anche la venerata statua del Buddha chiamata Phra Bang, ma un evento considerato miracoloso rese impossibile rimuovere la statua da Vieng Kham, nei pressi di Vientiane. Il re fece erigere sul luogo un tempio per venerare l'immagine, che sarebbe rimasta a Vieng Kham fino al 1502 prima di arrivare a Mueang Sua. Il Phra Bang divenne il palladio della monarchia e nel XVI secolo Mueang Sua sarebbe stata ribattezzata in suo onore Luang Prabang.
Negli anni successivi, Fa Ngum intraprese una campagna militare che durò fino al 1357 e completò la conquista dell'altopiano di Korat, con la sottomissione del principato dell'odierna provincia di Loei, e di quelli meridionali di Korat e Roi Et. Costrinse il Regno Lanna a cedergli territori nel nord-ovest di Lan Xang lungo il Mekong, che lasciò quasi del tutto spopolati deportando a Mueang Sua come forza lavoro migliaia di abitanti locali, membri delle minoranze etniche di origine mon khmer.
L'erede al trono khmer, il principe Surya Daya, si era rifugiato a Lan Xang dopo il saccheggio siamese della capitale. Con l'aiuto di Fa Ngum, a cui era imparentato, riprese il controllo dell'Impero Khmer nel 1359, cacciando il viceré che i siamesi avevano installato ad Angkor e proclamandosi imperatore con il titolo di Phra Suryavang. Dopo l'insediamento, Suryavang inviò a Mueang Sua tecnici e manovalanza specializzata per costruire palazzi e templi degni della grandezza del regno.

### Gli ultimi anni
La storica alleanza con i khmer portò Fa Ngum a minacciare il Regno di Ayutthaya, il cui re Ramathibodi I gli offrì in segno di pace alcuni territori e la propria figlia Keo Lot Fa in sposa. La morte della moglie khmer, che lo aveva accompagnato nella marcia trionfale su Mueang Sua ed aveva svolto le funzioni di reggente nelle campagne successive, portarono Fa Ngum ad uno stato di prostrazione. La situazione si aggravò con gli intrighi della moglie siamese e sfociò nella sua destituzione nel 1372. Venne esiliato a Nan, la capitale dell'omonimo piccolo regno settentrionale che era riuscito a mantenere l'indipendenza, dove morì in una data compresa tra il 1373 ed il 1393.
Secondo alcune fonti, la sua deposizione fu il frutto di una lotta tra due fazioni dell'aristocrazia del regno, quella nuova era schierata con Fa Ngum e filo-khmer, l'altra costituita dalla vecchia nobiltà del precedente Regno di Mueang Sua che si legò agli interessi di Ayutthaya, rappresentati a corte dalla moglie siamese di Fa Ngum, Keo Lot Fa. Secondo alcune fonti Samsenthai, figlio di Fa Ngum e della moglie khmer, venne proclamato re nel 1372 ma poté farsi incoronare quando si ingraziò la fazione siamese sposando, contro la legge, la matrigna Keo Lot Fa. Riuscì così a farsi incoronare nel 1374, dopo la morte del padre.

## Genealogia
Secondo alcune fonti, Fa Ngum ebbe due mogli: la prima fu Keo Keng Kagna, figlia dell'imperatore khmer sposata ad Angkor Thom, una fervente buddhista. La seconda fu Keo Lot Fa, figlia del re di Ayutthaya Ramathibodi I, che probabilmente si risposò con il figliastro Samsenthai.
Ebbe due figli maschi e una femmina:
1. Il principe Un Heuan, che gli succedette sul trono con il nome regale Samsenthai
2. Il principe Kam Kong, che fu primo ministro durante il regno di Samsenthai

1. La principessa Keo Ketkasi